# Roy Glenn
Roy E. Glenn senior (* 3. Juni 1914 in Pittsburg, Kansas; † 12. März 1971 in Los Angeles, Kalifornien) war ein US-amerikanischer Schauspieler.

## Leben
Der Afro-Amerikaner Glenn begann seine Karriere beim Radio und war ab den 1930er Jahren in kleineren Statistenrollen in Filmen zu sehen. Nach einer längeren Phase der Inaktivität übernahm er 1950 eine Nebenrolle im Film The Jackie Robinson Story. Danach folgten diverse Auftritte in der Amos 'n Andy Show, die ihm den Weg für weitere Film- und Fernsehrollen ebnete.
1961 war er an der Seite von Sidney Poitier in Ein Fleck in der Sonne zu sehen. Seine bekannteste Rolle übernahm er 1967, erneut an Poitiers Seite, im Comedy-Drama Rat mal, wer zum Essen kommt.
Glenn starb im Alter von 56 Jahren in Los Angeles, Kalifornien, aufgrund von Herz-Kreislauf-Erkrankungen.

## Filmografie (Auswahl)
- 1951–1955: The Amos 'n Andy Show (Fernsehserie, 15 Episoden)
- 1951: Fernruf aus Chicago (Chicago Calling)
- 1952: Schwarze Trommeln (Lydia Bailey)
- 1952: Bomba and the Jungle Girl
- 1953: Dschungel ohne Gnade (Jungle Drums of Africa)
- 1953: Perils of the Jungle
- 1953: Geheimkommando Afrika (The Royal African Rifles)
- 1954: Bomba und der goldene Götze (The Golden Idol)
- 1954: Terror in Block 11 (Riot in Cell Block 11)
- 1954: Bomba, der Erbe Tarzans (Killer Leopard)
- 1954: Carmen Jones
- 1955: Panther Girl of the Kongo
- 1956: In den Wind geschrieben (Written on the Wind)
- 1958: Tarzans Kampf ums Leben (Tarzan's Fight for Life)
- 1959: Fluch des Südens (The Sound and the Fury)
- 1959: Porgy und Bess (Porgy and Bess)
- 1961: Ein Fleck in der Sonne (A Raisin in the Sun)
- 1966: A Man Called Adam
- 1966: Immer wenn er Dollars roch (Dead Heat on a Merry-Go-Round)
- 1967: Der Weg nach Westen (The Way West)
- 1967: Rat mal, wer zum Essen kommt (Guess Who’s Coming to Dinner)
- 1968: Hängt ihn höher (Hang ’Em High)
- 1968: Lass mich küssen deinen Schmetterling (I Love You, Alice B. Toklas (Kiss My Butterfly))
- 1969: Das Geheimnis der Puppe (The Pigeon, Fernsehfilm)
- 1970: …tick… tick… tick…
- 1970: Die große weiße Hoffnung (The Great White Hope)
- 1971: Flucht vom Planet der Affen (Escape from the Planet of the Apes)
- 1971: Latigo (Support Your Local Gunfighter)